# Yesstory
A Yesstory a Yes harmadik válogatáslemeze.

## Számok listája

### CD-n

#### Első lemez
1. Something's Coming – 7:06
  - Eredetileg az 1969-es 'Sweetness' kislemez B-oldala
2. Survival – 6:18
3. No Opportunity Necessary, No Experience Needed – 4:48
4. Time and a Word – 4:31
5. Starship Trooper – 9:25
  1. Life Seeker
  2. Disillusion
  3. Würm
6. Yours Is No Disgrace – 9:41
7. I've Seen All Good People – 6:53
  1. Your Move
  2. All Good People
8. Roundabout – 8:31
9. Heart of the Sunrise – 10:35

#### Második lemez
1. Long Distance Runaround – 3:30
2. America (rövid verzió) – 4:04
3. Close to the Edge – 18:34
  1. The Solid Time of Change
  2. Total Mass Retain
  3. I Get Up I Get Down
  4. Seasons of Man
4. Ritual (Nous Sommes Du Soleil) – 4:06
5. Wonderous Stories – 3:49
6. Going for the One – 5:32
7. Don't Kill the Whale – 3:54
8. Owner of a Lonely Heart – 4:27
9. Rhythm of Love – 4:46

### LP-n
Ez a változat eltérést mutat sorrendileg és tartalmilag a CD-n megjelenttől.

#### Első lemez, első oldal
1. Survival – 6:18
2. No Opportunity Necessary, No Experience Needed – 4:48
3. Time and a Word – 4:31
4. Starship Trooper – 9:25

#### Első lemez, második oldal
1. I've Seen All Good People – 6:53
2. Roundabout – 8:31
3. Heart of the Sunrise – 10:35

#### Második lemez, első oldal
1. Close to the Edge – 18:34

#### Második lemez, második oldal
1. Ritual (Nous Sommes Du Soleil – 21:33

#### Harmadik lemez, első oldal
1. Soon (Rövid verzió) – 4:06
2. Wonderous Stories – 3:49
3. Going for the One – 5:32
4. Don't Kill the Whale – 3:54
5. Does It Really Happen? – 6.34

#### Harmadik lemez, második oldal
1. Make It Easy – 6.08
2. Owner of a Lonely Heart – 4:27
3. Rhythm of Love – 4:46
4. Changes (Élő) – 7.34

style="background:#9EFF9E;vertical-align:middle;text-align:center;" class="table-yes"|Igen